# 取り込み詐欺
取り込み詐欺（とりこみさぎ）は、代金後払いで商品を注文し、商品を受け取るも、代金を支払わず商品を詐取するもの。詐欺の手法のひとつ。手形を取り込む手口もある。

## 手口
何としても売上が欲しい物販会社等をターゲットとし、何度か少額の取引を繰り返して相手を信用させる。頃合いを見て取引の規模を大きくし、また決済手段も掛け売り、支払手形や小切手などの支払いサイトの長いものとすることを要求するようになる。そして最終的には、納品させた商品の代金を支払わないまま姿をくらます。被害者から追及されても、たまたま経営に失敗して支払いができなくなっただけであると抗弁し、詐欺罪の適用を免れようとする。
昭和の時代は完全に行方をくらます「夜逃げ型」が中心であったが、21世紀に入ってからは通常の倒産案件を装うケースも増えている。弁護士に債務整理を委任した風を装ったり、1000円程度のごく少額の弁済を行って弁済の意思があるかのように見せかける者もいるが、そのような弁護士は結局、依頼者と連絡が取れなくなったなどとして辞任することが多いし、少額の弁済も続かないことが多い。なお、複数件の取り込み屋の債務整理を何度も同じ弁護士が受任する傾向があるという。
以上が典型的な手口ではあるが、最初から大規模な商取引を持ち掛けたりするケースも少なくない。これらの舞台回しとなる企業や店舗は一見すると一般企業や店舗と変わらない内装や仕事振りであることが多いが、実際には社歴が全くの虚偽であったり、社歴の古い休眠会社を買収して業務の実態があるように見せかけたり、経営不振に陥った会社に営業支援と称して乗り込んでその信用を悪用することが多い。また、元々は正業だった企業や商店でも資金繰りなどに窮して取り込み詐欺に手を出すケースもある。
狙われる商品としては、一般家庭が使用する食品・電化製品や文房具・台所用品・洗剤や建築工具・事務用品、航空券・回数券や金券などの換金性の高い商品が多い。取り込まれた商品はバッタ屋を介してディスカウントショップへと流れることが多く、過去にはディスカウントショップの経営者が取り込み詐欺のグループの「黒幕」となっていた事例もある。
社会情勢によって標的となる業界が変わることもある。2020年には、新型コロナウイルス感染症の流行によって飲食店を取引先としていた食材卸売会社の売上が落ちたため、取り込み詐欺の格好のターゲットとなってしまい、同業界において取り込み詐欺の被害が複数発生した。

## 事例
- 1880年2月 - 東京市で呉服屋・道具屋・小間物屋などから数百点の品物を取り込んだ男女が逃亡。
- 1928年3月 - 埼玉県の運送業者が全国各地から食料品12万円相当（当時）を詐取。
- 1951年12月 - 東京都中央区日本橋の雑貨商「万屋」が、全国数百社から4000万円相当（当時）の商品を詐取し閉店。首謀者は逮捕されたものの、その後病気で保釈され「大久商店」を本拠に再度3000万円相当の商品を詐取、1953年11月に再逮捕された。
- 1952年6月 - 東京都中央区日本橋の「多喜屋貿易」が、全国200社から約2億5000万円相当の商品を詐取。同社は社長に元昭和銀行頭取を迎え、警察予備隊指定商の看板を掲げていた。
- 1960年5月 - 幽霊会社12社をでっち上げ、1億円以上相当の商品を詐取していた男を逮捕。
- 1961年3月 - 東京都千代田区神田の診療所が1億円相当の医薬品や電化製品を詐取、診療所の所長は医師免許がなく看護婦なども全て無資格だった。
- 1961年10月 - 東京都新宿区の電気製品販売業者が千葉県の職域生協職員と共謀して、26社から3億円相当の電化製品を詐取。
- 1964年3月 - 暴力団野原組のフロント企業「日興管財」を摘発し、社長ら20人を逮捕。系列のディスカウントストアを舞台に約2200万円相当の商品を詐取したばかりか、手形詐欺などで2億6000万円を荒稼ぎしていた。
- 1965年12月 - 東京都豊島区の「幸和販売」が輸入食料品3億円相当を詐取し倒産、詐取した商品はアメ横などで1～2割引で安売りされていた。
- 1966年9月 - 75社から2億5000万円相当の商品を詐取の上計画倒産させた容疑で、「双葉産業」社長ら7人を逮捕。
- 1968年1月 - 大阪市の「川辰産業」が鹿児島県内の47社から大島紬4億円相当を取り込み、経営破綻。
- 1970年12月 - 大阪市の「納谷徳繊維」が大手商社から13億円相当の毛織物用原糸を取り込み倒産、翌年1月に同社社長を逮捕。
- 1972年12月 - 東京都府中市の「日農貿易」が約20社から3億円相当の商品を詐取。
- 1977年2月 - 山口組白神組の暴力団員が群馬県前橋市にスーパーマーケットを開業、2週間で廃業し3億円相当の商品を詐取。
- 1977年8月 - 東京都大田区の「東陸流通センター」が約4ヶ月で153社から6億円相当の商品を詐取、10月に首謀者の仕入部次長ら4人を逮捕。
- 1979年2月 - 老舗のホテル備品卸業「トラヤ商会」を舞台とした取り込み詐欺が発覚。資金難の同社に融資話を持ち込んで入り込み、同社の信用を利用する形で7億円相当の商品を詐取、倒産に追い込んだ。一味は1976年頃から東駒酒造など経営不振の企業に乗り込んでは同様の取り込み詐欺を繰り返し、のべ被害は約400社以上から13億円相当に上り、主犯格の3兄弟をはじめ詐取した商品の売り捌きに関与した業者など16人が逮捕された。
- 1980年3月 - 日本民宿組合中央会の理事長らが子会社を使って3億円相当の商品を詐取、中央会は破産し理事長らは逮捕。
- 1984年12月 - 東京都杉並区の「おぐら産業」が35社から3億6000万円相当の商品を詐取。犯人グループは1980年頃から休眠会社を6社買収し、取り込み詐欺を繰り返していた。
- 1986年12月 - 東京都渋谷区の「ハウザー商会」が見本市出展企業など約150社から10億円相当の商品を詐取。関連グループなども含めると22都道府県の1000社を超える企業が被害に遭い、被害額は50億円以上にのぼる。
- 1988年2月 - 東京都の雑貨卸業者が、学研からゴルフ用品やスポーツ用品など14億円相当の商品を詐取、犯人は台湾へ逃亡後10月に帰国したところを逮捕された。
- 2006年2月 - 秋田中央警察署が秋田県在住の地方競馬馬主兼建設会社社長を取り込み詐欺で逮捕した。容疑は旅行代理店から法人取引を装い、95万円分の往復航空券やホテルの宿泊券を騙し取ったもの。騙し取った往復航空券や宿泊券は転売して現金化したり、日高の生産者に馬の庭先取引を行うために使われた。秋田市内の電気店、薬局などでも同様の手口による数百万円の被害があり、同署では余罪を追及している。容疑者はこの件で地方競馬の馬主資格を剥奪された。
- 2015年7月 - 大阪市の食品卸会社「心優花」が、東日本大震災の影響で売り上げが落ち込んだ企業から復興支援のための商談会を悪用して1億3800万円相当の商品を詐取。首謀者は、前年6月に別の取り込み詐欺事件で逮捕されていた[7]。